# Vibersviller
Vibersviller (deutsch Wiebersweiler, lothringisch Wiberschwiller) ist eine französische Gemeinde mit 384 Einwohnern (Stand 1. Januar 2022) im Département Moselle in der Region Grand Est (bis 2015 Lothringen). Sie gehört zum Arrondissement Sarrebourg-Château-Salins, zum Kanton Le Saulnois und zum Kommunalverband Saulnois.

## Geographie
Vibersviller liegt am Flüsschen Rode im Osten des Saulnois (Salzgau), 40 Kilometer nordöstlich von Château-Salins und sieben Kilometer östlich von Albestroff (Albesdorf) an der Grenze zum Département Bas-Rhin auf einer Höhe zwischen 216 und 266 Metern über dem Meeresspiegel. An der südöstlichen Gemeindegrenze verlaufen der Saarkanal und der Naubach. Das Gemeindegebiet umfasst 12,95 km². Zur Gemeinde gehört auch der nördlich gelegene Weiler Sainte-Elisabeth (Sankt Elisabeth).

## Geschichte
Überlieferte ältere Ortsbezeichnungen sind Wyberswiller (1525), Wibersweiller (1737) und Wiébesweiller (1779). Die Ortschaft gehörte früher zum Herzogtum Lothringen und liegt an der alten Römerstraße von Straßburg (Argentorate) nach Metz (Divodurum).
Im 13. Jahrhundert gehörte die Ortschaft zur Seigneurie Finstingen-Schwanhals. 1565 wurde hier die Reformation eingeführt. Im Dreißigjährigen Krieg (1618–1648) wurde Wiebersweiler zerstört und lag im 17. Jahrhundert lange öde.
1793 erhielt Vibersviller im Zuge der Französischen Revolution (1789–1799) den Status einer Gemeinde und 1801 das Recht auf kommunale Selbstverwaltung.
Das Gemeindewappen besteht aus dem Wappen von Finstingen, was an die alte Herrschaft erinnert. Der Turm ist das Symbol von Hl. Barbara, der Schutzpatronin der Dorfkirche.
Durch den Frankfurter Frieden vom 10. Mai 1871 kam die Region an Deutschland und das Dorf wurde dem Kreis Château-Salins im Bezirk Lothringen des Reichslandes Elsaß-Lothringen zugeordnet. Die Dorfbewohner betrieben Getreidebau und etwas Weinbau.
Nach dem Ersten Weltkrieg musste die Region aufgrund der Bestimmungen des Versailler Vertrags 1919 an Frankreich abgetreten werden. Im Zweiten Weltkrieg war die Region von der deutschen Wehrmacht besetzt und stand unter deutscher Verwaltung.

### Bevölkerungsentwicklung
| Jahr      | 1962 | 1968 | 1975 | 1982 | 1990 | 1999 | 2010 | 2019 |
| Einwohner | 416  | 421  | 410  | 411  | 398  | 405  | 451  | 418  |

## Sehenswürdigkeiten
- Evangelisch-lutherische Kirche
- Römisch-katholische Kirche Sainte-Barbe, 1880 errichtet

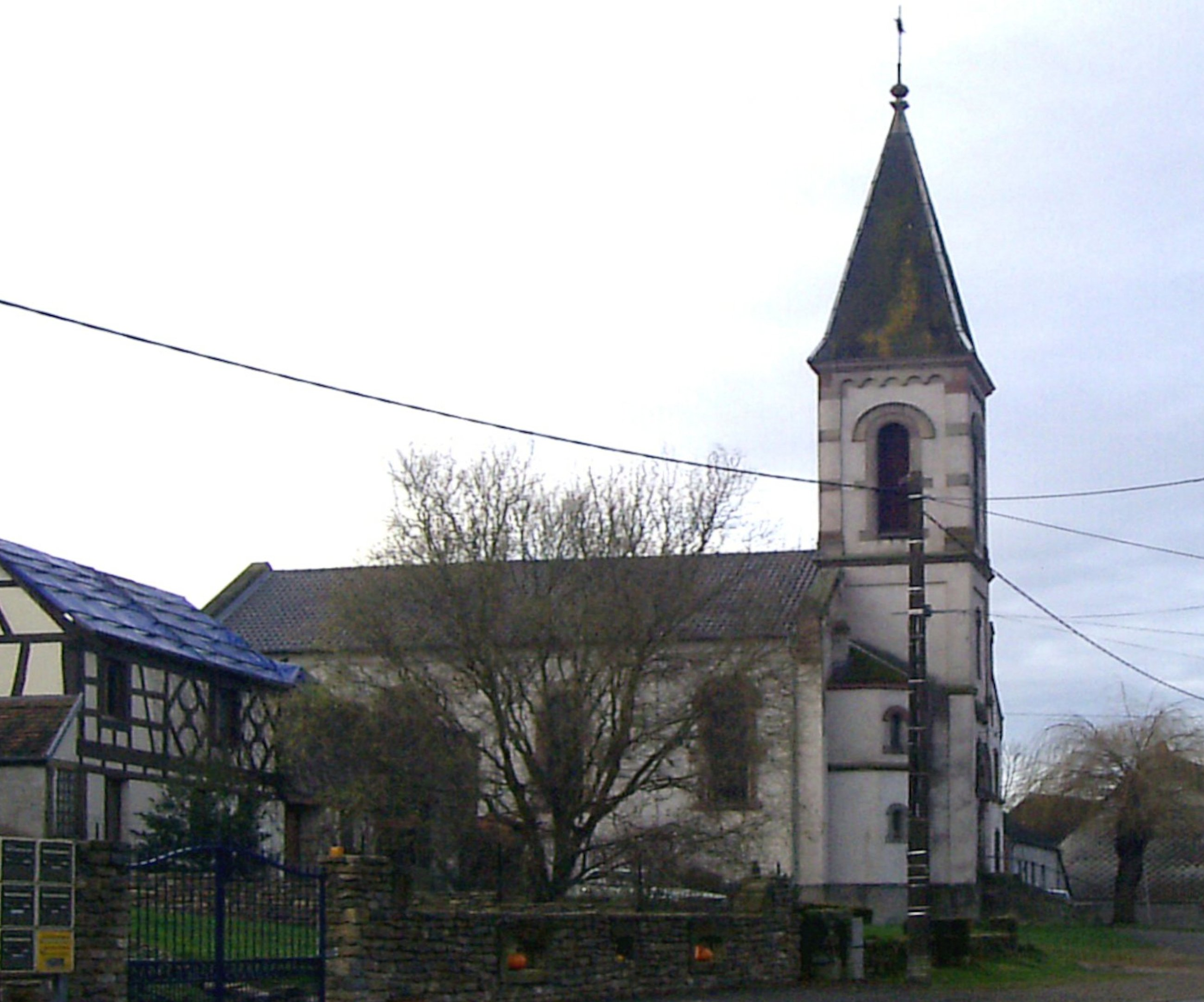
Lutherische Kirche
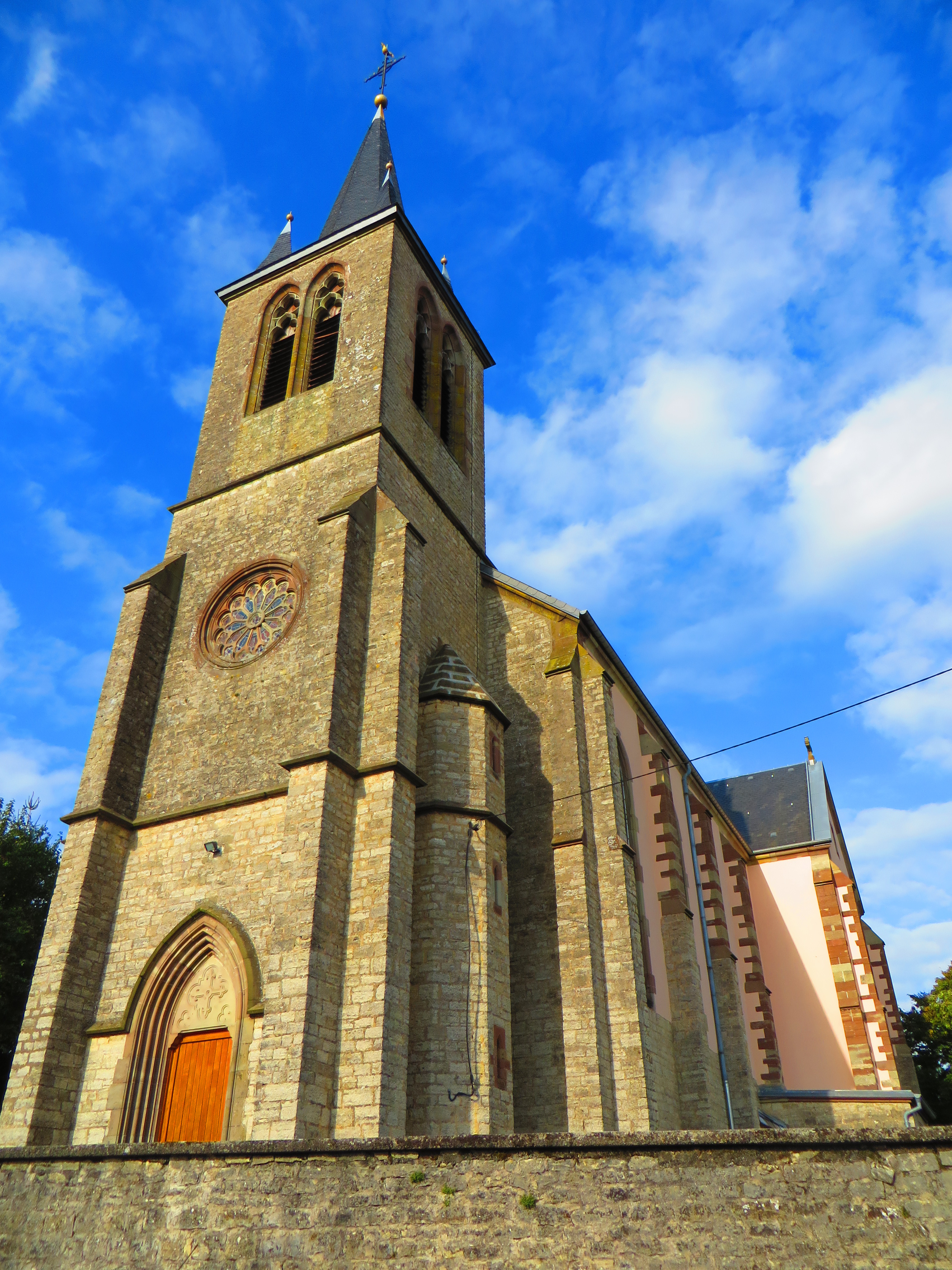
Kirche Sainte-Barbe

## Persönlichkeiten
- Charles Wagner (1852–1918), reformierter Pfarrer und Theologe

## Altdeutsche Literatur
- Georg Lang: Der Regierungs-Bezirk Lothringen. Statistisch-topographisches Handbuch, Verwaltungs-Schematismus und Adressbuch, Metz 1874, S. 175  (books.google.com).

## Belege
1. ↑  Franz Xaver Kraus: Kunst und Alterthum in Elsass-Lothringen. Beschreibende Statistik. Band III: Kunst und Althertum in Lothringen, Friedrich Bull, Straßburg 1886,  S. 1042  (books-google.com).
2. 1 2 3  Eugen H. Th. Huhn: Deutsch-Lothringen. Landes-, Volks- und Ortskunde, Stuttgart 1875, S. 494  (google.books.com).
3. ↑  Mémoires de la Société d’archéologie lorraine. In: Société d’archéologie lorraine, Musée lorrain [Nancy] (Hrsg.): 2. Serie. Band 7. A. Lepage, 1865, ISSN 1770-6122, S. 23–25 (französisch, auf Gallica [abgerufen am 22. Februar 2010]).
4. ↑  VR6-Itinéraires romains en France. (französisch) Abgerufen am 22. Februar 2010.
5. ↑  L’introuvable Wiebersweiler Hof ou chronique d’une disparition. (französisch).
6. ↑  Wappenbeschreibung auf genealogie-lorraine.fr (französisch)